# Corticarina lutea
Corticarina lutea es una especie de coleóptero de la familia Latridiidae.

## Distribución geográfica
Habita en Corea.